# VM i snooker
VM i snooker afholdes en gang om året og er klimakset i snooker-sæsonen. VM i snooker er den vigtigste og mest prestigefyldte turnering og den turnering med den største præmiesum. Hovedturneringen varer 17 dage med sidste spilledag den første mandag i maj. Turneringen i dens nuværende form består af en kvalifikationsturnering og selve hovedturneringen, der tv-transmiteres. I kvalifikationsturneringen spilles om 16 pladser i hovedturnering mod de 16 øverst placerede spillere på verdensranglisten, som automatisk er kvalificeret til hovedturneringen.

## Historie
VM i snooker blev afholdt første gang i 1927 og har sidenhen oplevet mere og mindre succesfulde tider. Siden VM i snooker blev tv-transmiteret første gang og siden de første afholdelser af turneringen i The Crucible Theatre i Sheffield, har VM i snooker og snooker generelt oplevet en stigende popularitet og offentlig interesse. Dette har bevirket at præmiesummerne er steget markant og i dag belønnes en nykåret verdensmester med 250.000 £.
Det første verdensmesterskab i 1927 blev bl.a. organiseret af Joe Davis, der også vandt turneringen. Kampene blev spillet på forskellige lokaliteter og finalen fandt sted i Camkin's Hall i Birmingham, som Joe Davis vandt 20-11 over Tom Dennis. Præmiesumme dengang var 6.10 £. Turneringens højeste break var på 60, lavet af Albert Cope
I de følgende år blev finalerne spillet i forskellige arenaer. Joe Davis vandt alle år op til 1940. Trods en øget interesse for snooker, var der i 1931 kun to deltagere i turneringen. Denne turnering fandt sted i baglokalet på en pub i Nottingham ejet af Tom Dennis. Trods det faktum at fianlen fandt sted på Tom Dennis' eget bord hjalp ham ikke mod Joe Davis som vandt 25-21.
I 1940 vandt Joe Davis over sin lillebror Fred Davis 37-36. I årene under krigen blev der ikke arrangeret nogle turneringer. Turneringerne blev genoptaget i 1946, hvor Joe Davis vandt sit 15. VM – en rekord, der sadig står. Joe Davis detog ikke i et VM siden – nogle mente at dette var pga. at han ikke ville have ødelagt sin statistik som ubesejret.
Walter Donaldson vandt i 1947 dog var det Fred Davis der kom til at dominere de følgende år med finalesejre i 1948, 49 og 51.
Pga. uoverensstemmelser mellem spillere og den arrangerende association BACC blev der afholdt to turnering er i 1952. Turneringen World Matchplay, der blev arrangeret af spillerne, og som sidenhen er blevet betragtet som det egentlige VM dette år forsatte indtil 1957. BACC's egen turnering fandt blot sted et år i 1952 – her vandt Horace Lindrum over Clark McConachy. Trods den gængse opfattelse af, hvilken turnering, der var det 'rigtige VM' er det Horace Lindrums navn, der er indgraveret i VM-trofæet.
Snooker gik herefter ind i en mindre succesfuld periode og der blev ikke arrangeret turneringer mellem 1958 og 1963. I 1964 blev turneringerne genoptaget i form af udfordringskampe – en turneringsform, der blev anvendt indtil 1968. Dette betød at kampene fandt sted på uregelmæssige tidspunkter også mere end en gang om året. John Pullman dominerede denne periode totalt, da han klarede alle udfordringer og i alt vandt 7 kampe.
I 1969 vendte turneringen tilbage til et knock-out-format og blev dette år vundet af John Spencer, dog var det Ray Readon, der kom til at dominere de følgende år med seks finalesejre mellem 1970 og 1978.
1976 var det første år, hvor turneringen blev sposoreret af af cigaret-mærket Ebassy. Det følgende år flyttede turneringen til The Crucible Theatre i Sheffield, hvor Vm har været afholdt siden, og BBC startede en omfattende tv-dækning. The Crucible Theatre skaber en unik atmosfære ved turneringen både for tilskurer og tv-seere samt spillere. Arenaen i the Crucible rummer små 1000 tilskuere, hvor de forreste rækker kun sidder få cm fra spillerne. Det var i dette tidsrum snooker begyndte at tiltrække et større antal tv-seere.
1985 fandt den mest berømte snooker-kamp i historie sted i the Crucible. Finalen blev her afgjort i sidste og afgørende frame med den sidste sorte. Det var Dennis Taylor der her besejrede Steve Davis 18-17 efter Steve Davis havde ført 8-0 efter første session. 
De mest succesfulde spillere i the Crucible er Steve Davis der vandt seks gang i 1980'erne og Steven Hendry der vandt syv gange i 1990'erne. De seneste år har turneringens udfald været mere åbent og 6 forskellige spillere har vundet i siden 2000.

## Vindere
Hovedatikel: Verdensmestre i snooker

## Opbygning
Siden 1969 er VM blevet spillet som en knockout-turnering. De 16 øvert placerede spillere på verdenranglisten bliver seedet efter deres placering og møder de 16 spillere der er gået videre fra kvalifikationsturneringen i første runde. Hvilken af de seedede spillere som kvalifikationsspillerne skal spille mod afgøres ved lodtrækning. Den forsvarende verdensmester er altid seedet som nummer 1 uanset hans placering på verdensranglisten. Ligger han uden for top 16 må nummer 16 spille med i kvalifikationsturneringen.

### Kvalifikationsturnering
I kvalifikationsturneringen bliver der spillet 4 runder med hver 16 spillere, Alle kampe spilles bedst af 19 frames. I disse runder træder spillerne ind efter deres placering på verdensranglisten. Dvs. at top 16-32 først indtræder i fjerde og sidste runde top 32-48 i tredje osv. Visse år er der set indledende kvalifikationsturneringer, hvor der spiller om at deltage i den egentlige kvalifikationsturnering.

### Hovedturnering
I hovedturnering mødes de 32 kvalificerede spillere i 16.-delsfinalerne og spiller knock-out frem mod finalen.
| Runde       | Bedst af  | Nødvendig for sejr | Frames pr. session |
| ----------- | --------- | ------------------ | ------------------ |
| 1. Runde    | 19 Frames | 10 Frames          | 9 - 10             |
| 2. runde    | 25 Frames | 13 Frames          | 8 - 8 - 9          |
| Kvartfinale | 25 Frames | 13 Frames          | 8 - 8 - 9          |
| Semifinale  | 33 Frames | 17 Frames          | 8 - 8 - 8 - 9      |
| Finale      | 35 Frames | 18 Frames          | 8 - 9 - 8 - 10     |

## Pengepræmier
Pengepræmierne ved VM vokser år for år, men bliver som udgangspunkt fastsat af sponsoren for den enkelte VM. Præmierne bliver fordelt mellem spilerne efter et bestemt system. Vinderen får som regel det dobbelte af den tabende finalist, de tabende semifinalister lidt mindre osv. Derudover gives der præmier for de højeste break i både kvalifikations- og hovedturneringen samt for evt. maksimum breaks. De seneste år har denne præmie været på ikke mindre end 147.000£.